# Polyphylla boryi
Polyphylla boryi är en skalbaggsart som beskrevs av Gaspard Auguste Brullé 1832. Polyphylla boryi ingår i släktet Polyphylla och familjen Melolonthidae. Utöver nominatformen finns också underarten P. b. albertischultzi.